# Arroyo de San Serván
Arroyo de San Serván ist eine spanische Gemeinde in der Provinz Badajoz der Region Extremadura.

## Sehenswürdigkeiten
- Katholische Pfarrkirche Santa Cruz

## Einzelnachweise

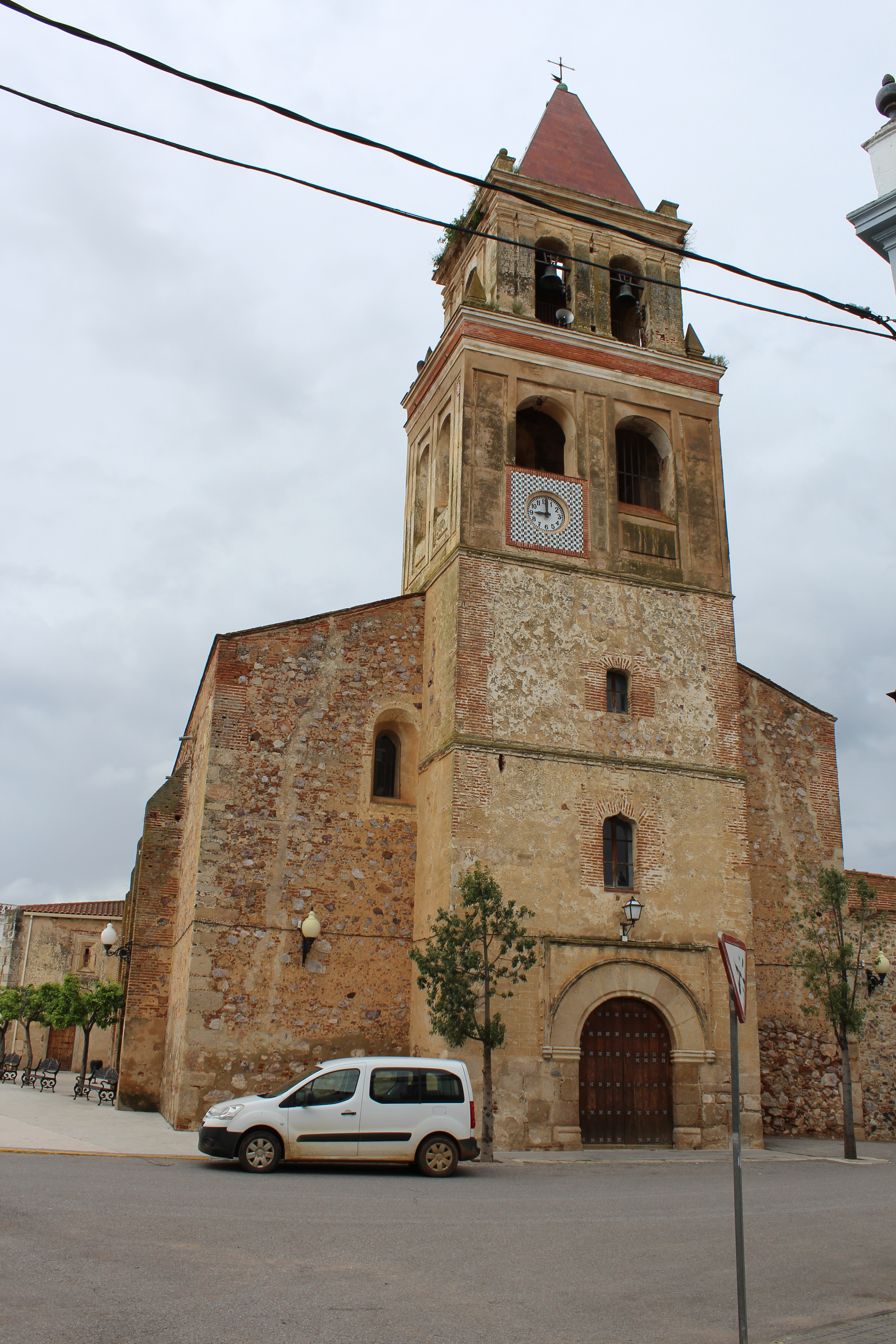
Kirche